# ウェスターン・リクエスト
『ウェスターン・リクエスト』は、原田実とワゴン・エースのアルバム。1963年10月に東芝音楽工業からリリースされた。

## 収録曲
Side 1
1. 特別急行列車
2. 第三の男
3. ユアー・チーティン・ハート
4. モスト・オブ・オール
5. 荒城の月

Side 2
1. タイガー・ラグ
2. ダウン・ヤンダー
3. 夢を枕に
4. メイク・ルーム・イン・ユア・ハート
5. レインボー

## パーソネル
原田実とワゴン・エース
- 原田実（スティール・ギター、五弦バンジョー）
- 藤本精一（フィドル）
- 岸澄夫（エレキ・ギター）
- 神沢輝夫（電気ベース）
- 東角俊夫（ドラムス）
- さわたり順（ヴォーカル）*1-4, 2-4
- 田中イサオ（ヴォーカル）*1-3, 2-3